# Campeonato Europeu de Ginástica Artística de 2010
O Campeonato Europeu de Ginástica Artística de 2010, foi realizado em Birmingham, na Grã-Bretanha, entre 21 de abril e 2 de maio, 2010.

## Eventos
- Equipes masculino
- Solo masculino
- Barra fixa
- Barras paralelas
- Cavalo com alças
- Argolas
- Salto sobre a mesa masculino
- Equipes feminino
- Trave
- Solo feminino
- Barras assimétricas
- Salto sobre a mesa feminino

## Calendário
| Abril              | 23 | 24 | 25 |
| ------------------ | -- | -- | -- |
| Qualificatória     | ●  |    |    |
| Equipe             |    | ●  |    |
| Solo               |    |    | ●  |
| Cavalo com alças   |    |    | ●  |
| Argolas            |    |    | ●  |
| Salto sobre a mesa |    |    | ●  |
| Barras paralelas   |    |    | ●  |
| Barra fixa         |    |    | ●  |

| Abril               | 29 | 30 |
| ------------------- | -- | -- |
| Qualificatória      | ●  |    |
| Maio                | 1  | 2  |
| Equipe              | ●  |    |
| Salto sobre a mesa  |    | ●  |
| Barras assimétricas |    | ●  |
| Trave               |    | ●  |
| Solo                |    | ●  |

## Países participantes
Um total de 39 nações foram representadas no Europeu de Ginástica Artística. Entre parênteses o número de ginastas por país. Em 20 de abril de 2010, as delegações masculinas da Rússia, Bielorrússia e Ucrânia desistiram da participação do evento, devido as cinzas vulcânicas que paralisaram os aeroportos europeus.
| \| - Albânia (1) - Alemanha (10) - Armênia (2) - Áustria (10) - Azerbaijão (1) - Bélgica (10) - Bielorrússia (10) - Bulgária (9) - Croácia (7) - Chipre (2) - Dinamarca (10) - Espanha (10) - Finlândia (10) \| - França (10) - Grã-Bretanha (10) - Geórgia (1) - Grécia (10) - Hungria (10) - Irlanda (6) - Islândia (9) - Israel (10) - Itália (10) - Letônia (2) - Lituânia (3) - Luxemburgo (1) - Noruega (9) \| - Países Baixos (10) - Polónia (10) - Portugal (10) - Chéquia (9) - Roménia (10) - Rússia (10) - Eslovênia (10) - Sérvia (1) - Suíça (10) - Suécia (3) - Eslováquia (3) - Turquia (9) - Ucrânia (10) \| | | |
| - Albânia (1) - Alemanha (10) - Armênia (2) - Áustria (10) - Azerbaijão (1) - Bélgica (10) - Bielorrússia (10) - Bulgária (9) - Croácia (7) - Chipre (2) - Dinamarca (10) - Espanha (10) - Finlândia (10) | - França (10) - Grã-Bretanha (10) - Geórgia (1) - Grécia (10) - Hungria (10) - Irlanda (6) - Islândia (9) - Israel (10) - Itália (10) - Letônia (2) - Lituânia (3) - Luxemburgo (1) - Noruega (9) | - Países Baixos (10) - Polónia (10) - Portugal (10) - Chéquia (9) - Roménia (10) - Rússia (10) - Eslovênia (10) - Sérvia (1) - Suíça (10) - Suécia (3) - Eslováquia (3) - Turquia (9) - Ucrânia (10) |

## Medalhistas
| Evento                       | Ouro                    | Prata                    | Bronze                                  |
| Masculino                    |                         |                          |                                         |
| Equipes masculino detalhes   | GER Alemanha            | GBR Grã-Bretanha         | FRA França                              |
| Solo detalhes                | GER Matthias Fahrig     | GRE Eleftherios Kosmidis | GBR Daniel Purvis GER Marcel Nguyen     |
| Cavalo com alças detalhes    | GBR Daniel Keatings     | GBR Louis Smith          | SLO Saso Bertoncelj                     |
| Argolas detalhes             | ITA Matteo Morandi      | FRA Samir Ait Said       | BUL Jordan Jovtchev                     |
| Salto sobre a mesa detalhes  | FIN Tomi Tuuha          | GER Matthias Fahrig      | ROU Flavius Koczi                       |
| Barras paralelas detalhes    | FRA Yann Cucherat       | GRE Vasileios Tsolakidis | POL Adam Kierzkowski FRA Hamilton Sabot |
| Barra fixa detalhes          | GRE Vlasios Maras       | NED Epke Zonderland      | GER Philipp Boy GER Fabian Hambuchen    |
| Feminino                     |                         |                          |                                         |
| Equipes feminino detalhes    | RUS Rússia              | GBR Grã-Bretanha         | ROU Romênia                             |
| Salto sobre a mesa detalhes  | RUS Ekaterina Kurbatova | FRA Youna Dufournet      | RUS Tatiana Nabieva                     |
| Barras assimétricas detalhes | GBR Elizabeth Tweddle   | RUS Aliya Mustafina      | UKR Natalia Kononenko                   |
| Trave detalhes               | ROU Amelia Racea        | RUS Aliya Mustafina      | ROU Raluca Haidu                        |
| Solo detalhes                | GBR Elizabeth Tweddle   | RUS Anna Myzdrikova      | ROU Diana Chelaru                       |

## Quadro de medalhas
| Ordem | País          | Medalha de ouro | Medalha de prata | Medalha de bronze |    |
| ----- | ------------- | --------------- | ---------------- | ----------------- | -- |
| 1     | Grã-Bretanha  | 3               | 3                | 1                 | 6  |
| 2     | Rússia        | 2               | 3                | 1                 | 6  |
| 3     | Alemanha      | 2               | 1                | 2                 | 5  |
| 4     | França        | 1               | 2                | 2                 | 5  |
| 5     | Grécia        | 1               | 2                |                   | 3  |
| 6     | Roménia       | 1               |                  | 4                 | 5  |
| 7     | Finlândia     | 1               |                  |                   | 1  |
| 7     | Itália        | 1               |                  |                   | 1  |
| 9     | Países Baixos |                 | 1                |                   | 1  |
| 10    | Bulgária      |                 |                  | 1                 | 1  |
| 10    | Polónia       |                 |                  | 1                 | 1  |
| 10    | Eslovénia     |                 |                  | 1                 | 1  |
| 10    | Ucrânia       |                 |                  | 1                 | 1  |
| TOTAL | TOTAL         | 12              | 11               | 10                | 24 |